# Olios durlaviae
Olios durlaviae là một loài nhện trong họ Sparassidae.
Loài này thuộc chi Olios. Olios durlaviae được Biswamoy Biswas & Dinendra Raychaudhuri miêu tả năm 2005.